# Колонтай Іван Петрович
Іван Петрович Колонтай — український військовик, полковник, командир 116-ї окремої механізованої бригади (на 2024).

## Життєпис
На грудень 2024 року був командиром 116-ї окремої механізованої бригади.

## Нагороди
- Орден Богдана Хмельницького II ступеня (15 червня 2022)[2]
- Орден Богдана Хмельницького III ступеня (4 серпня 2017)[3]